# Zaselje (Kotor-Varoš)
Zaselje (szerbül: Засеље), falu Bosznia-Hercegovinában, a Bosanska Krajina keleti részén, Kotor-Varoš községben, a Szerb Köztársaságban. 

## Fekvése
A település Bosznia-Hercegovina északi részén, Banja Lukától légvonalban 20, közúton 30 km-re délkeletre, községközpontjától légvonalban 7, közúton 12 km-re nyugatra, a Kotlovac-patak völgyében és a környező hegyeken, 550-780 méteres magasságban fekszik. 

## Népessége
| Nemzetiségi csoport | Népesség 1991 | Népesség 2013 |
| ------------------- | ------------- | ------------- |
| Szerb               | 322           | 132           |
| Bosnyák             | 0             | 0             |
| Horvát              | 0             | 0             |
| Jugoszláv           | 0             | 0             |
| Egyéb               | 0             | 1             |
| Összesen            | 322           | 133           |

## Története
A térség 1878-ig tartozott az Oszmán Birodalomhoz, ekkor a berlini kongresszus határozata alapján az Osztrák-Magyar Monarchia része lett. 1879-ben az első osztrák-magyar népszámlálás során a Banja Luka-i járáshoz tartozó településnek 24 háztartása és 224 ortodox lakosa volt. 1910-ben a Kotor Varoš-i járáshoz tartozó településen 32 háztartást és 332 ortodox lakost találtak. A monarchia szétesésével 1918-ban előbb a Szerb-Horvát-Szlovén Királyság, majd 1929-től a Jugoszláv Királyság része lett. 1921-ben 308 lakosából az összes ortodox volt. Az 1929-es törvény értelmében, amikor Bosznia-Hercegovinát négy banovinára, Drinskára, Vrbaskára, Zetskára és Primorskára osztották, a település a Vrbaska banovina része lett, amelynek székhelye Banja Luka volt. Jugoszlávia megszállása után a Független Horvát Állam (NDH) része lett. A második világháború után 1992-ig a szocialista Jugoszlávia részeként a Bosznia-Hercegovinai Népköztársasághoz tartozott. A daytoni békeszerződést követő területfelosztásnál Kotor-Varoš község részeként a Szerb Köztársaság területéhez került.

## Nevezetességei
„Žuta bukva” Természetvédelmi Terület. A Boszniai Szerb Köztársaság kormánya 2012. március 14-i ülésén úgy döntött, hogy a balkáni bükkfát (Fagus moesiaca), mint dendrológiai ritkaságot, védetté, termőterületét pedig természetvédelmi területté nyilvánítja. A védőövezet területe 5007 m2. A természetvédelmi területet Kotor Varoš önkormányzata gondozza, amely az Eko-etno selo „Žuta bukva” céget bízta meg kezelésével.